# Jacques Robert Marie Moulin
Jacques Robert Marie Moulin (* 30. April 1921 in Paris; † 17. August 1997 ebenda) war ein französischer Arzt und Präsident des Weltärztebundes.

## Leben und Wirken
Geboren 1921 in Paris studierte Jacques Robert Marie Moulin nach dem Abitur in Janson de Sailly während des Zweiten Weltkrieges an der Medizinischen Hochschule in Poitiers (1939 bis 1940) und an der Medizinischen Fakultät in Paris (1940 bis 1945). Im April 1945 wurde er zum Doktor der Medizin promoviert. Während seiner Verwendung im französischen Militär war Jacques Robert Marie Moulin als Assistenzarzt in der Gruppe Olivier und als kriegsfreiwilliger Oberarzt eingesetzt. Im September 1944 ist er vom Kriegsministerium zum Gesundheitsministerium abkommandiert worden, danach wurde er dem Ministerium für Deportierte und Kriegsgefangene, Abteilung Repatriierung, zugeteilt und zum stellvertretenden Leiter dieser Abteilung ernannt.
Von 1947 bis 1964 war Jacques Robert Marie Moulin in Paris als Arzt für Allgemeinmedizin niedergelassen. Von 1964 bis 1977 erfolgte seine Weiterbildung im Fach Rheumatologie.
Für das Französische Rote Kreuz war Jacques Robert Marie Moulin von 1945 bis 1964 aktiv tätig und hat sich dort auf arbeitsmedizinische Probleme konzentriert. Er war von 1957 bis 1964 Ambulanzarzt in Paris, von 1964 bis 1970 wirkte er, zuständig für Rheumatologie, für das Französische Rote Kreuz in Paris, von 1964 bis 1970 war er zugleich Konsiliararzt für Rheumatologie am Hôpital de Vaucluse (Essone).
Als Präsident des Weltärztebundes hat sich Moulin besonders um die Reintegration afrikanischer Ärzteorganisationen bemüht. Von 1987 bis 1994 führte er den Vorsitz im Ausschuss "Ärztliche Ethik und Berufsregeln" des Ständigen Ausschusses der Europäischen Ärzte.

## Auszeichnungen
- Europäische Verdienstmedaille in Silber 1991
- Ehrenzeichen der deutschen Ärzteschaft 1994
- Offizierskreuz der Ehrenlegion 1997
- Paracelsus-Medaille 1997